# جوئل مایروویتز
جوئل مایروویتز (به انگلیسی: Joel Meyerowitz) عکاس متولد ۱۹۳۸ میلادی اهل ایالات متحده آمریکا است. وی از فلینی تأثیر پذیرفت. در سال ۱۹۶۸ نمایشگاه «سفر به اروپا عکس‌های گرفته شده از درون خودرو در حال حرکت» را در موزه هنر مدرن نیویورک برگزار کرد.

## آثار
- کتاب مکان‌های فعال Going Place
- نور دماغه Cap Light